# ATP Challenger Morelia
Das ATP Challenger Morelia (offizieller Name: Morelia Open) ist ein seit 2025 ausgetragenes Tennisturnier in Morelia, Mexiko. Es ist Teil der ATP Challenger Tour und wird im Freien auf Hartplatz gespielt.

## Liste der Sieger

### Einzel
| Jahr | Sieger       | Finalgegner     | Ergebnis      |
| ---- | ------------ | --------------- | ------------- |
| 2025 | Dmitri Popko | James Duckworth | 1:6, 6:2, 6:4 |

### Doppel
| Jahr | Sieger                        | Finalgegner                           | Ergebnis         |
| ---- | ----------------------------- | ------------------------------------- | ---------------- |
| 2025 | Gonzalo Escobar Diego Hidalgo | Marc-Andrea Hüsler Stefano Napolitano | 6:4, 4:6, [10:3] |